# کوکونی
کوکونی (یونانی: Κοκόνι) نژاد سگ کوچک اهلی در یونان است که اخیراً به‌عنوان یک نژاد استاندارد شناخته شده است. این ذخیره بنیادین که یک نژاد بومی عمومی از سگ‌های کوچک در منطقه است، به‌طور گسترده‌ای در سرتاسر یونان یافت می‌شود.